# Ylias Akbaraly
Ylias Akbaraly, né le 29 décembre 1959  est un homme d'affaires malgache d'origine indienne.
Il est actuellement président de la holding Redland, d'après le magazine Forbes, il est l'homme le plus riche de Madagascar,, et  la cinquième fortune d'Afrique francophone subsaharienne.

## Biographie
Né en 1959, à Majunga, dans la colonie de Madagascar, il vient d'une famille de commerçant Karanes musulmans, originaire du Gujarat et arrivé à Madagascar en 1918.
Il quitte Madagascar pour faire ses études supérieurs à l'étranger. En 1986, il obtient une maîtrise en gestion à l'École de Direction d’Entreprises de Paris. En 1989, il obtient un master en marketing à université de Berkeley, en Californie.
II hérite de l'entreprise de son père, entreprise qui va devenir le groupe Sipromad,,.
Il diversifie les activités en un conglomérat actifs dans plusieurs secteurs : la finance, l'immobilier, l'énergie, les nouvelles technologies, le broadcasting, l'industrie, le tourisme et l'aviation.
En 2018, le groupe Sipromad acquiert les activités civiles de la société française Thomson Broadcast
 En 2023, il fait aussi l'acquisition du numéro 1 mondial américain GatesAir.
Sa holding Redland, via ses filiales, a plus de 3000 employés direct et indirect et est présent dans de nombreux pays dont les États-Unis, la France, en Inde et au Moyen-Orient,.

### Vie privée
Ylias Akbaraly est marié à Cinzia Catalfamo, d'origine italienne, cheffe d'entreprise, philanthrope et ancienne consule honoraire d'Italie à Madagascar. Ils sont les parents de quatre enfants.

### Philanthropie
Il a fondé avec sa femme en 2008, la Fondation Akbaraly qui « lutte contre la pauvreté à Madagascar ». L'association est aussi impliqué dans des campagnes de dépistages des cancers gynécologiques.

### Liens avec la politique
Un temps proche de l'ancien président Didier Ratsiraka, il entreprend des partenariats commerciaux avec sa fille jusqu'à la prise de pouvoir de Marc Ravalomanana avec qui il entretiendra peu de relations. Il a ensuite soutenu le principal opposant à ce dernier, Andry Rajoelina, lors de son accession à la mairie d'Antananarivo, en 2007, et lors de son accession au pouvoir lors du coup d'État en mars 2009.

## Polémiques

### Scandale financier
Il est cité dans le scandale financier des Offshore Leaks : il est co-directeur d'une société écran basé dans les Îles Vierges britanniques.

## Distinctions
- 2021: « CEO of the Year » par le magazine Financial Afrik[2]